# Hryhorij Jemez
Hryhorij Jemez (russisch Григорий Емец, engl. Transkription Grigoriy Yemets; * 8. Oktober 1957) ist ein ehemaliger sowjetischer Dreispringer.
Bei den Halleneuropameisterschaften 1984 in Göteborg gewann er mit 17,33 m Gold.

## Persönliche Bestleistungen
- Dreisprung: 17,30 m, 9. September 1984, Donezk
  - Halle: 17,33 m, 3. März 1984, Göteborg